# ユーリイ・オガネシアン
ユーリイ・ツォラコヴィチ・オガネシアン（露: Юрий Цолакович Оганесян, アルメニア語: Յուրի Հովհաննիսյան; 英:Yuri Tsolakovich Oganessian1933年4月14日 - ）は、ロシアの原子核物理学者である。彼のチームは周期表上で最も原子量が大きい元素を発見している。ドゥブナ合同原子核研究所のフレロフ核反応研究室リーダーである。

## 業績
2009年、アメリカの科学者らによって、10年以上前にオガネシアンのチームがフレロビウムを発見していたことが確認された。117番元素、｢テネシン(Tennessine)｣も彼の発見である。
2016年6月8日、IUPAC は彼の栄誉を称えた｢オガネソン (Oganesson)｣が118番元素の名称案となっていることを発表し、同年11月30日に正式に認められたため、シーボーギウムにおけるグレン・シーボーグ以来2人目の「存命中に元素に名付けられた人物」となった。2017年ロモノーソフ金メダル受賞。